# Khalil Moutran
Khalil Moutran, né à Baalbek, Syrie ottomane en juillet 1872 et mort au Caire en juin 1949, est un poète et journaliste libanais Il a vécu à paris.

## Biographie
Ses parents, Abdu Yusuf Mutran et Malaka Sabbag, étaient originaires de Haïfa. Nakhlé Moutran (en), pacha de Baalbek, était son cousin. La mère de Khalil Moutran descendait d'une vieille famille palestinienne (son grand-père avait été un des conseillers de Djezzar Pacha, pacha de Saint-Jean-d'Acre, qui avait résisté au siège de Napoléon.
Khalil Moutran suivit les cours d'une école grecque-catholique à Beyrouth (dont l'un des enseignants était Nassif al-Yazigi) où il étudia l'arabe et le français. En 1890, il voyagea en France, et, bien qu'il eût prévu de s'établir au Chili, il choisit de vivre à partir de 1892 en Égypte où il travailla comme rédacteur pour le journal Al-Ahram, l'un des plus anciens du monde arabe. Il collabora aussi aux journaux Al-Mu’yyad et Al-Liwa. En 1900, il fonda son propre bimensuel, Al-Majalla al-misriyya (1900-2, 1909) où il publia ses propres textes et ceux, par exemple, du poète Mahmoud Sami el-Baroudi. Trois ans plus tard, il fonda un quotidien : (Al-Jawa'ib al-misriyya, 1903-5) qui apporte son soutien au mouvement nationaliste de Mustafa Kamil. Il collabora avec le poète égyptien Hafez Ibrahim dans la traduction d'un ouvrage sur l'économie politique. Il traduisit aussi des pièces de Shakespeare, Corneille, Racine, Victor Hugo et Paul Bourget. Sa traduction d'Othello (Utayl) fait aujourd'hui référence dans la littérature arabe remplaçant ainsi une ancienne traduction faite à partir d'une version française de l'œuvre de Shakespeare, de Georges Duval.

## Sources de la traduction
- (en) Cet article est partiellement ou en totalité issu de l’article de Wikipédia en anglais intitulé « Khalil Mutran » (voir la liste des auteurs).

- (de) Cet article est partiellement ou en totalité issu de l’article de Wikipédia en allemand intitulé « Chalil Mutran » (voir la liste des auteurs).